# لوسيانو ليغيزامون
لوسيانو فيليكس ليغيزامون (بالإسبانية: Luciano felix Leguizamón)‏ (ولد في 1 يوليو 1982).
ناديه السابق: أرسنال ساراندي الأرجنتيني.
ناديه الحالي: الاتحاد السعودي
مركزه:مهاجم، لاعب وسط متقدم.
لوسيانو ليغيزامون فليكس، صنف من ضمن تشكيلة الموسم(2008 - 2009) في الدوري الأرجنتيني عندما كان يلعب لناديه الأسبق أرسنال ساراندي الأرجنتيني، والذي حقق معه كأس سودا أمريكانا ثاني أهم بطولة في أمريكا الجنوبية بعد كأس الليبارتادوريس، وكان مطلب العديد من الأندية في أوروبا آناذاك، أمثال نادي أتلانتا الإيطالي، ألميريا وديبورتيفو لاكورونيا الإسبانيان، أندرلخت البلجيكي، سبورتنج براغا البرتغالي وأولومبياكوس اليوناني.
و لكنه فضل الانتقال إلى نادي الاتحاد السعودي، لأن المقابل المادي كان مجزيا الذي كان يقارب 3,5 المليون يورو لمدة ثلاث سنوات، وقد كان قدومه لنادي الاتحاد السعودي بتوصية من المدرب الأرجنتيني جابرييل كالديرون المدرب الحالي لنادي الاتحاد السعودي، يمتاز هذا اللاعب بقدمه اليمنى المميزة الحساسة تجاه المرمى، ويتميز أيضا بمهارته وإجادته لمراوغة الخصوم وصناعة اللعب بشكل ممتاز أيضا، وهو أيضا منفذ ممتاز للكرات الثابتة كما هي العادة من اللاعبين اللاتينين أمثال لوسيانو، ويستطيع اللعب كرأس حربة منهي للهجمة أو كمهاجم ثاني مساند للهجمة، ويجيد أيضا اللعب في خانة الوسط المهاجم والصانع للهجمة بشكل مميز ومتقن.

## روابط خارجية
- لوسيانو ليغيزامون على موقع قاعدة بيانات كرة القدم.إي يو (الإنجليزية)
- لوسيانو ليغيزامون على موقع Soccerway.com (الإنجليزية)
- لوسيانو ليغيزامون على موقع عالم كرة القدم.نت (الإنجليزية)